# Mar-biti-apla-usur
Mar-biti-apla-usur 978 -943 v.Chr. was de enige koning van de  7e dynastie van Babylon die wel de Elamitische genoemd wordt. 
Hoewel zijn naam geheel Akkadisch is en hij niet als vreemd heerser te boek staat, wordt er van hem gezegd dat hij liplippi Elamti lab-iru is, een verre(?) afstammeling van Elam. Mogelijk had hij daarmee een Elamitische voorouder maar was hij zelf wel een Babyloniër. Hij regeerde zes jaar en zijn naam wordt aangetroffen op vier bronzen voorwerpen uit Loristan. Buitendien is er weinig bekend over hem of zijn lotgevallen.
De Synchronistische Kroniek (Assur 14616c iii 8) stelt dat zijn tijdgenoot op de Assyrische troon  Aššur-rēš-iši II was.